# Ford Del Rey
De Ford Del Rey was een middenklasser die exclusief voor de Braziliaanse markt ontwikkeld werd. De wagen werd geproduceerd door Ford do Brasil van 1981 tot 1991. De Del Rey werd ook verkocht in Chili, Venezuela, Uruguay en Paraguay.